# Diecezja sambijska

Herb diecezji sambijskiej

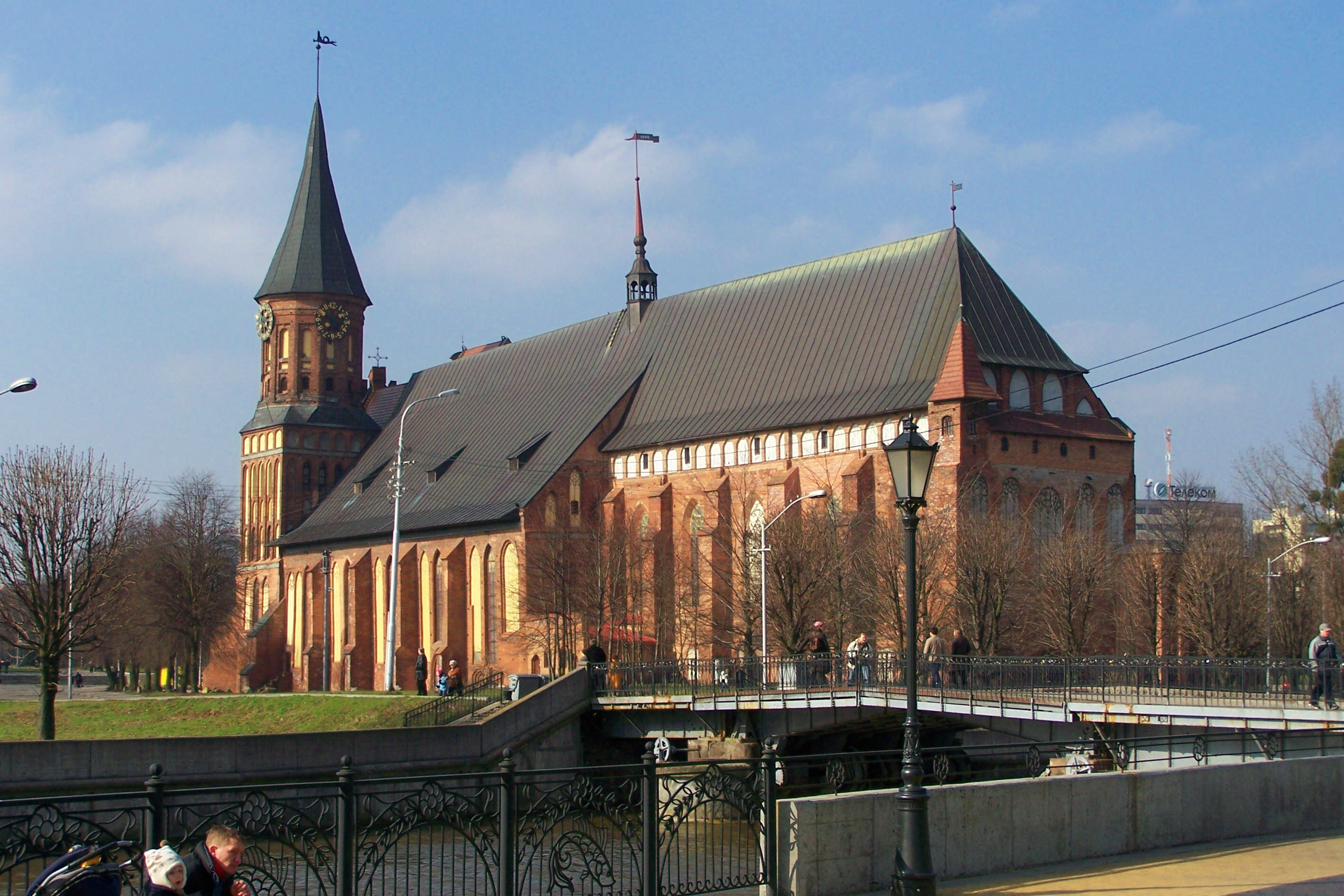
Katedra w Królewcu współcześnie

Diecezja sambijska – jedna z czterech diecezji rzymskokatolickich (obok diecezji chełmińskiej, pomezańskiej i warmińskiej) na terenie Prus. Erygowana 4 lipca 1243 roku. Wchodziła w skład metropolii ryskiej.
Siedziba biskupa – Królewiec i Rybaki (niem. Fischhausen, obecnie Primorsk). Katedrą diecezjalną była katedra w Królewcu.
Po sekularyzacji w 1525 praktycznie przestała istnieć, a tytuł biskupów sambijskich był używany przez biskupów warmińskich (do 1773). Diecezję sambijską oficjalnie zlikwidował w 1821 roku papież Pius VII, a jej obszar został włączony do diecezji warmińskiej – odtąd diecezja warmińska obejmowała cały obszar Prus Wschodnich. Stąd też aż do 1991 roku katolicy na terenie obwodu królewieckiego formalnie podlegali polskiemu biskupstwu warmińskiemu.
W 1992 na części dawnej diecezji sambijskiej została utworzona diecezja ełcka. Wspomnieniem sambijskiej diecezji jest dziś sambijska kapituła kolegiacka przy jednej z konkatedr diecezji ełckiej w Gołdapi.
Obszar obwodu królewieckiego należy od 13 kwietnia 1991 roku do utworzonej w tymże roku administracji, a od 2002 roku – katolickiej archidiecezji moskiewskiej.

## Lista biskupów sambijskich
- Dietrich 1252–1254
- Heinrich von Streitberg 1254–1274
- Hermann z Kolonii 1274–1276
- Christian z Mühlhausen 1276–1295

Chorągiew biskupstwa sambijskiego spod Grunwaldu

- Siegfried von Regenstein 1295–1318
- Johann von Clare 1320–1344
- Johann von Bludau 1344–1358
- Jakob von Kulm 1344–1354
- Bartholomäus von Radam 1354–1378
- Thilo von Marburg 1378–1386
- Heinrich Kuwal 1387–1395
- Heinrich von Seefeld 1395–1414
- Heinrich von Schanenburg 1415–1416
- Johann von Saalfeld 1416–1425
- Michael Junge 1425–1442
- Nikolaus Schlotterkopf 1442–1470
- Dietrich von Kulm 1470–1474
- Johann von Rehewinkel 1474–1497
- Nikolaus Krender 1497–1503
- Paul von Watt 1503–1505
- Günther von Bünau 1505–1518
- Georg von Polentz 1518–1550 (od 1523 biskup protestancki)
- Joachim Mörlin 1550–1571 (biskup protestancki)
- Tilemann Heshusius 1571–1577 (biskup protestancki; po 1578 ostateczna sekularyzacja protestanckiego biskupstwa; od 1617 administratorami terenów byłej katolickiej diecezji sambijskiej i opiekunami katolików w Prusach Książęcych byli biskupi warmińscy)